# Karlovice (Úžice)
Karlovice jsou samota, část obce Úžice v okrese Kutná Hora. Leží v katastrálním území Smrk u Úžic, jako samostatná evidenční část obce vznikla k 1. říjnu 2007.

## Historie
První písemná zmínka o vesnici pochází z roku 1552.
Nachází se tu zemědělský podnik, který využívá areál původního panského dvora, jenž patřil k ratajskému panství.

## Další fotografie

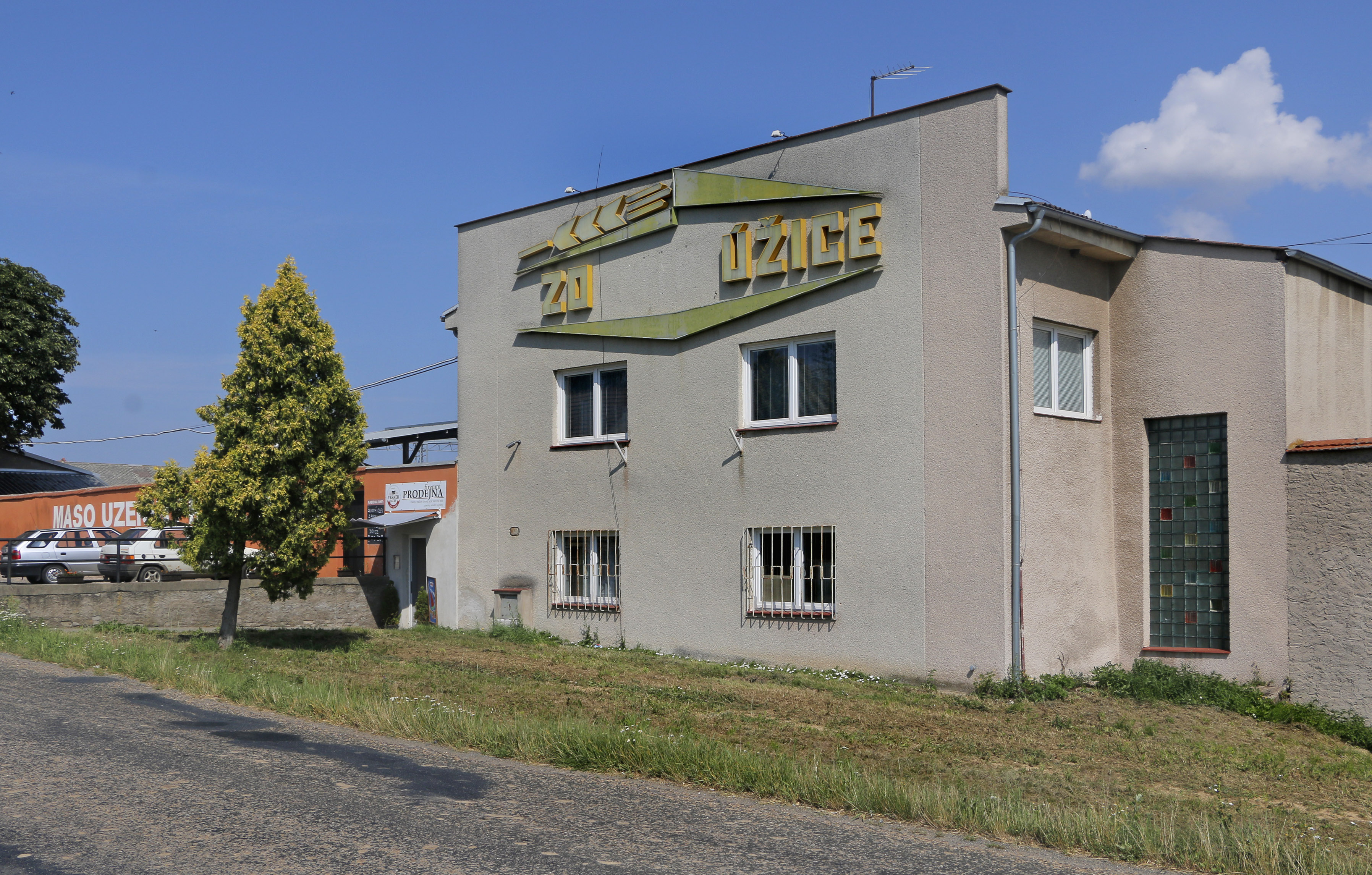
Masokombinát
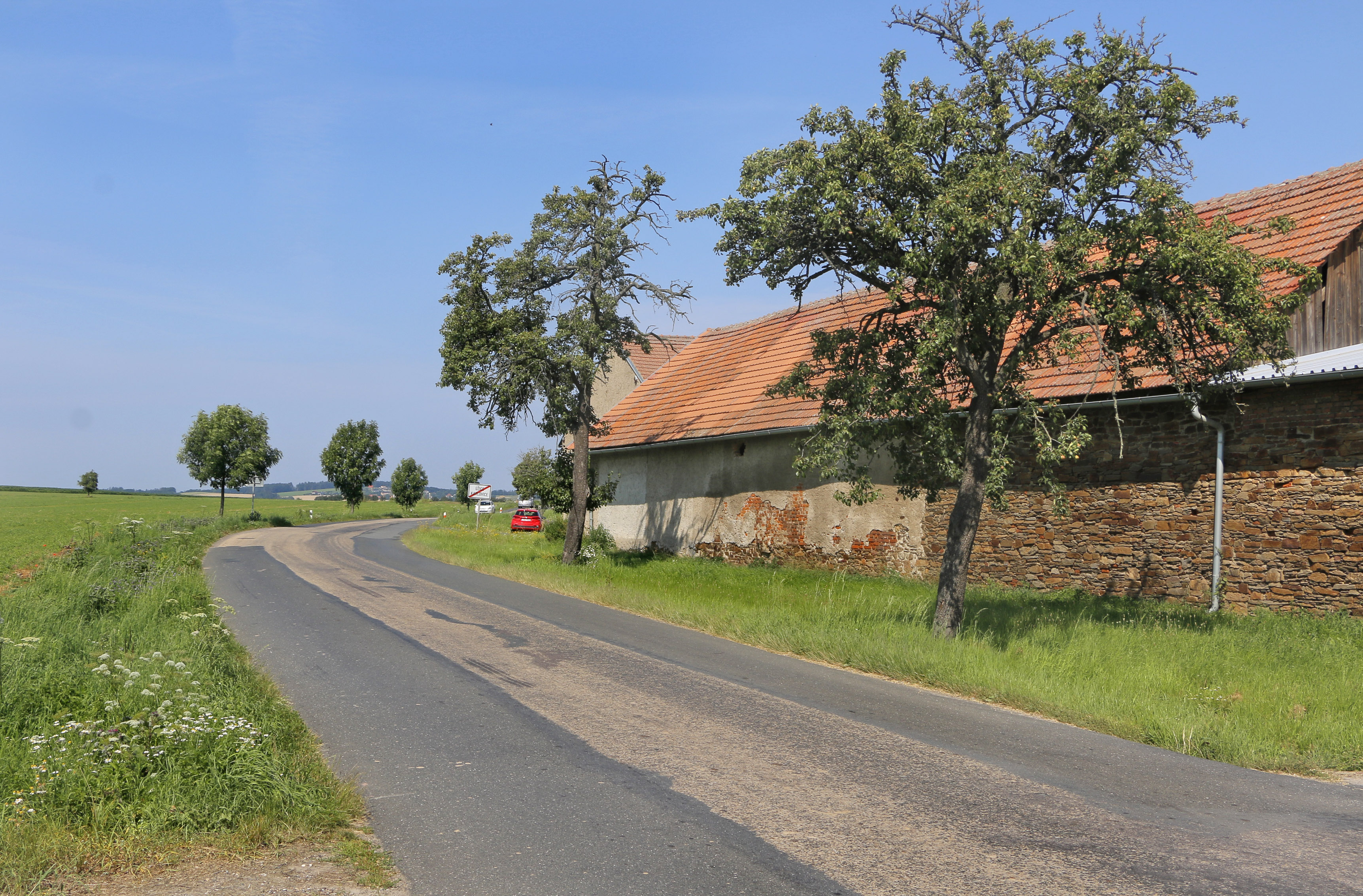
Silnice k Sázavě